# Maqueta de Jerusalén del Segundo Templo

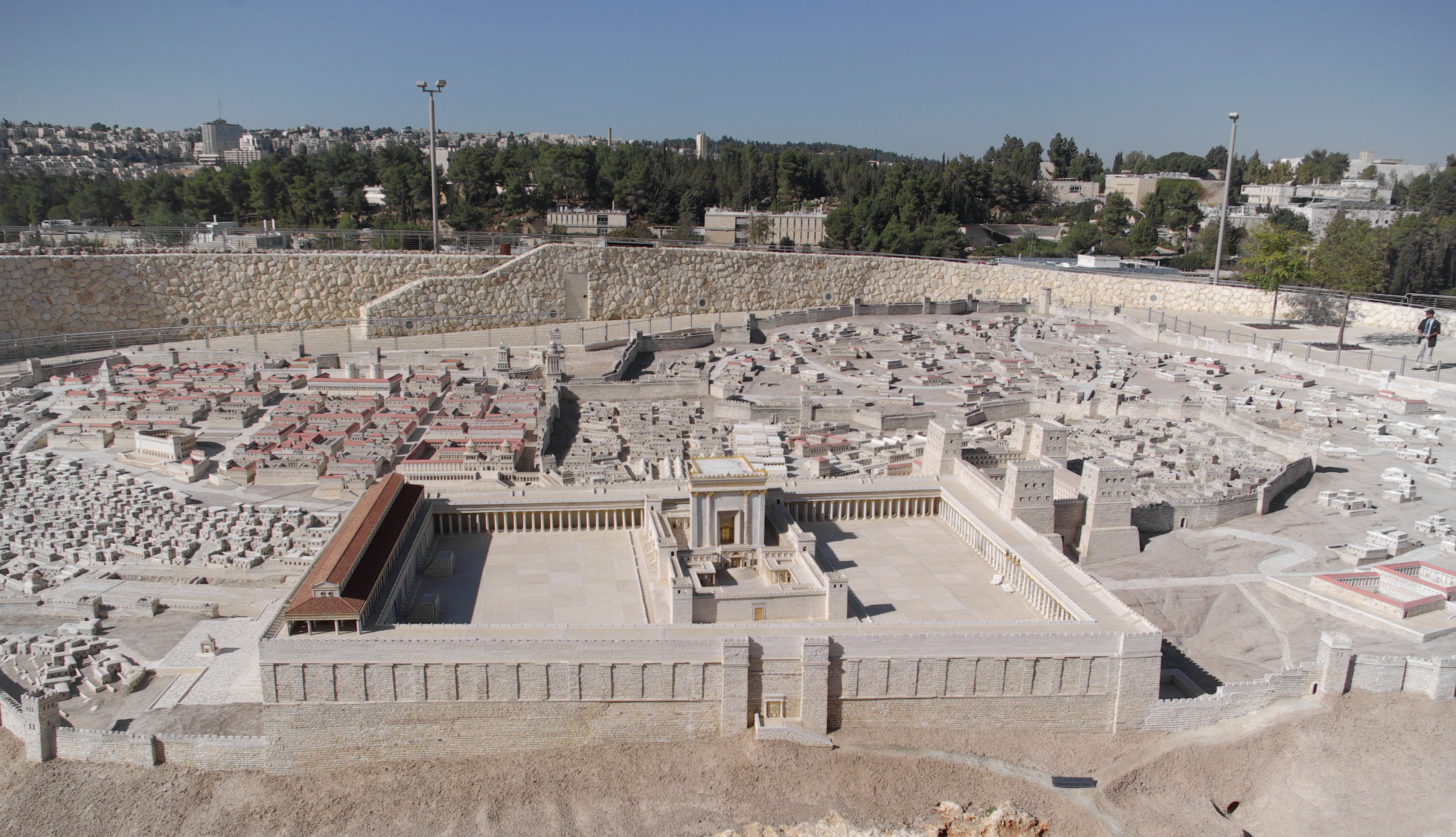

La maqueta de Jerusalén del Segundo Templo es un modelo de la Ciudad Vieja de Jerusalén durante el período del Segundo Templo. Inaugurado en 1966 por particulares, fue trasladado en 2006 al Museo de Israel, en un nuevo emplazamiento.

## Historia
La maqueta, con un área de 2000 m², fue encargada en 1966 por Hans Kroch, el dueño del Holyland Hotel, en memoria de su hijo, Yaakov, un soldado de las FDI que murió en la guerra israelí de Independencia en 1948. Fue diseñada por el historiador y geógrafo israelí Michael Avi Yonah a partir de escritos de Flavio Josefo y otras fuentes históricas e incluye una réplica del Templo de Herodes. En 2006, fue reubicado en el extremo sur del Jardín de Arte Billy Rose —un jardín de esculturas— perteneciente al Museo de Israel. Para llevar a cabo el traslado, el modelo fue dividido en alrededor de mil piezas para más tarde ser vuelto a reensamblar. El hotel Holyland gastó 3.5 millones de dólares en dicha operación.[cita requerida]